# Aleksandr Rogożkin
Aleksandr Władimirowicz Rogożkin (ros. Алекса́ндр Влади́мирович Рого́жкин, ur. 3 października 1949 w Leningradzie, zm. 23 października 2021 w Petersburgu) – rosyjski reżyser i scenarzysta filmowy; Ludowy Artysta Federacji Rosyjskiej

## Życiorys
W 1972 roku ukończył Leningradzki Uniwersytet Państwowy, z wykształcenia jest historykiem. Jeszcze w 1971 roku rozpoczął pracę w Lenfilmie. Podjął także studia na wydziale artystyczno-graficznym Leningradzkiego Instytutu Pedagogicznego im. Aleksandra Hercena. W 1982 roku ukończył studia filmowe na Wszechzwiązkowym Państwowym Instytucie Kinematografii w Moskwie. 
W latach 80. XX wieku skupił się na pracy w przemyśle filmowym, wtedy też powstały jego pierwsze pełnometrażowe dzieła. Popularność zdobył po rozpadzie Związku Radzieckiego, przede wszystkim za sprawą komedii obnażających absurdy nowej Rosji (Osobliwości narodowego polowania i Osobliwości narodowego wędkarstwa). Uznanie przyniosły mu także dramat Punkt kontrolny opowiadający o oddziale żołnierzy rzuconych na samotną placówkę w górach Kaukazu oraz komediodramat Kukułka rozgrywający się jesienią 1944 na pograniczu fińsko-radzieckim w czasie wojny kontynuacyjnej.
Był laureatem wielu rosyjskich prestiżowych nagród i odznaczeń, m.in. otrzymał Nagrodę Państwową Federacji Rosyjskiej, a także tytuł Ludowego Artysty Federacji Rosyjskiej i Zasłużonego Działacza Sztuk Federacji Rosyjskiej.
Mieszkał w rodzinnym Petersburgu. Rogożkin żonaty był z Julią Rumiancewą, która pracowała jako montażystka przy wielu jego filmach. W maju 2011 roku popełniła samobójstwo.

## Filmografia
- 1979 – Brat prijechał (ros. Брат приехал)
- 1980 – Prazdnik fonariej (ros. Праздник фонарей)
- 1981 – Ryżaja… Ryżaja (ros. Рыжая… Рыжая)
- 1982 – I budiem żyt´ (ros. И будем жить) – scenarzysta
- 1985 – Radi nieskolkich stroczek (ros. Ради нескольких строчек)
- 1986 – Zołotaja pugowica (ros. Золотая пуговица)
- 1988 – Miss miłlioniersza (ros. Мисс миллионерша)
- 1989 – Konwój (ros. Караул) – nagroda Międzynarodowej Federacji Krytyków Filmowych (FIPRESCI)
- 1991 – Trietja płanieta (ros. Третья планета) – reżyser i scenarzysta
- 1992 – Czekista (ros. Czekist)
- 1993 – Akt (ros. Акт) – reżyser i scenarzysta
- 1993 – Żyzn´ s idiotom (ros. Жизнь с идиотом) – reżyser i scenarzysta
- 1995 – Osobliwości narodowego polowania (ros. Особенности национальной охоты) – reżyser i scenarzysta
- 1996 – Operacja „Nowy rok” (ros. Операция «С новым годом») – reżyser i scenarzysta
- 1997 – Ulicy razbitych fonariej (ros. Улицы разбитых фонарей) – reżyser i scenarzysta (serial tv)
- 1998 – Punkt kontrolny (ros. Блокпост) – reżyser i scenarzysta
- 1998 – Osobliwości narodowego wędkarstwa (ros. Особенности национальной рыбалки) – reżyser i scenarzysta
- 1999 – Bołdinskaja osien´ (ros. Болдинская осень)
- 2000 – Osobliwości narodowego polowania zimą (ros. Особенности национальной охоты в зимний период) – reżyser i scenarzysta
- 2000 – Ubojnaja siła (ros. Убойная сила) – reżyser i scenarzysta (serial tv)
- 2002 – Kukułka (ros. Кукушка) – reżyser i scenarzysta
- 2003 – Osobliwości narodowej polityki (ros. Особенности национальной политики) – scenarzysta
- 2004 – Sapiens (ros. Сапиенс)
- 2005 – Swoja czużaja żyzn´ (ros. Своя чужая жизнь)
- 2006 – Pieriegon (ros. Перегон)
- 2008 – Igra (ros. Игра)
- 2010 – Wopros czesti (ros. Вопрос чести)
- 2012 – Afrodity (ros. Афродиты)
- 2012 – Orużyje (ros. Оружие)